# Norma Koch
Pour les articles homonymes, voir Koch et Norma.

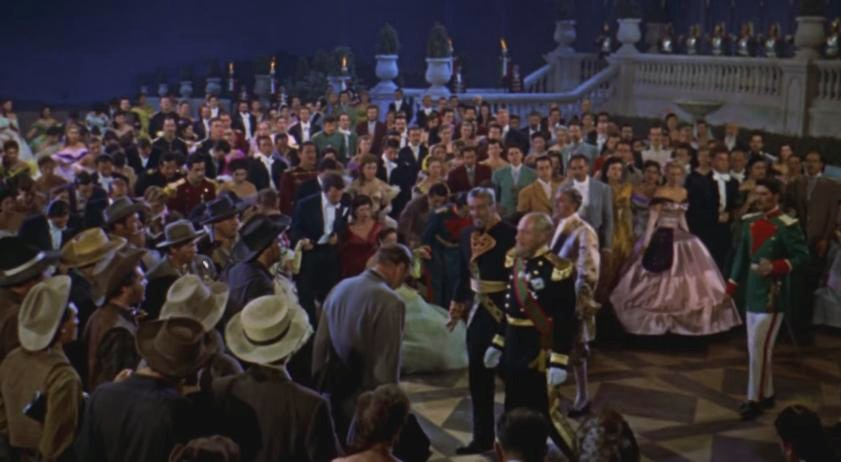
Scène de Vera Cruz (1954)

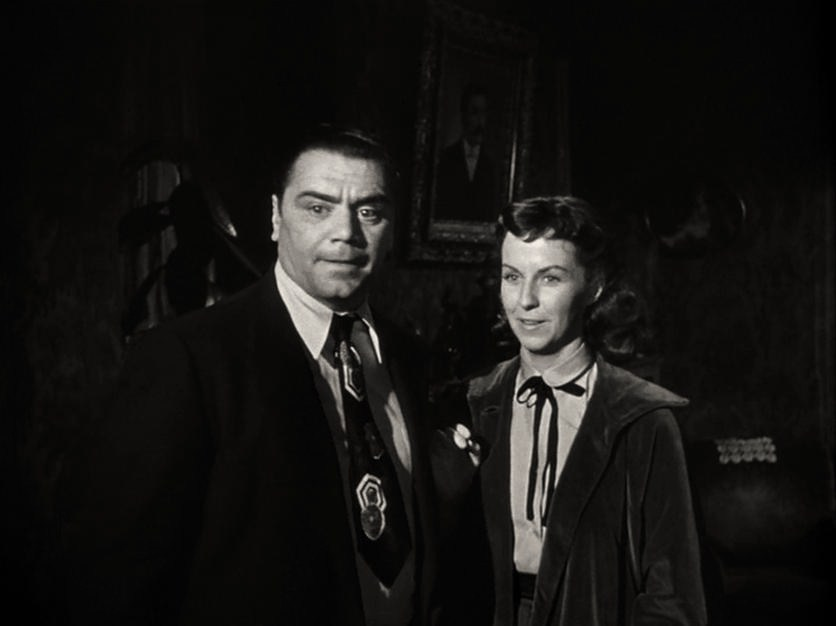
Marty (1955), avec Ernest Borgnine et Betsy Blair

Norma Koch (parfois créditée Norma) est une costumière américaine, née le 23 avril 1921 au Kansas (lieu indéterminé), morte le 1er mai 1979 à Los Angeles (Californie),.

## Biographie
Installée avec sa famille à Los Angeles en 1930, elle intègre en 1943 la Paramount Pictures, où elle assiste Edith Head, notamment sur La Route semée d'étoiles de Leo McCarey (1944, avec Bing Crosby et Barry Fitzgerald).
Son premier film comme costumière à part entière est Scandale à Paris de Douglas Sirk (1946, avec George Sanders et Signe Hasso) ; le dernier est Lady Sings the Blues de Sidney J. Furie (1972, avec Diana Ross et Billy Dee Williams).
Entretemps, elle travaille sur trente-cinq autres films américains — y compris des westerns —, dont Vera Cruz (1954, avec Gary Cooper et Burt Lancaster) et Qu'est-il arrivé à Baby Jane ? (1962, avec Joan Crawford et Bette Davis), tous deux réalisés par Robert Aldrich — qu'elle retrouve à plusieurs reprises —, Marty de Delbert Mann (1955, avec Ernest Borgnine et Betsy Blair) et L'Or de MacKenna de J. Lee Thompson (1969, avec Gregory Peck et Omar Sharif).
Qu'est-il arrivé à Baby Jane ? permet à Norma Koch de gagner en 1963 l'Oscar de la meilleure création de costumes (elle obtient ultérieurement deux autres nominations : voir détails ci-dessous).

## Filmographie partielle
- 1946 : Scandale à Paris (A Scandal in Paris) de Douglas Sirk
- 1947 : Bel-Ami (The Private Affairs of Bel Ami) d'Albert Lewin
- 1947 : Un gangster pas comme les autres (The Gangster) de Gordon Wiles
- 1949 : Tarzan et les Sirènes (Tarzan and the Mermaids) de Robert Florey
- 1950 : Le Démon des armes (Deadly Is the Female ou Gun Crazy) de Joseph H. Lewis
- 1950 : La Pêche au trésor (Love Happy) de Leo McCarey et David Miller
- 1953 : Investigation criminelle (Vice Squad) d'Arnold Laven
- 1953 : Les Envahisseurs de la planète rouge (Invaders from Mars) de William Cameron Menzies
- 1954 : Bronco Apache (Apache) de Robert Aldrich
- 1954 : Vera Cruz de Robert Aldrich
- 1955 : L'Homme du Kentucky (The Kentuckian) de Burt Lancaster
- 1955 : Marty de Delbert Mann
- 1956 : La Cinquième Victime (While the City Sleeps) de Fritz Lang
- 1956 : Deux rouquines dans la bagarre (Slightly Scarlet) d'Allan Dwan
- 1957 : Sayonara de Joshua Logan
- 1961 : El Perdido (The Last Sunset) de Robert Aldrich
- 1962 : Qu'est-il arrivé à Baby Jane ? (What Ever Happened to Baby Jane?) de Robert Aldrich
- 1962 : Taras Bulba de J. Lee Thompson
- 1962 : Geronimo d'Arnold Laven
- 1963 : Quatre du Texas (Four for Texas) de Robert Aldrich
- 1963 : Les Rois du soleil (Kings of the Sun) de J. Lee Thompson
- 1964 : Chut... chut, chère Charlotte (Hush... Hush, Sweet Charlotte) de Robert Aldrich
- 1965 : Le Vol du Phœnix (The Flight of the Phoenix) de Robert Aldrich
- 1967 : La Route de l'Ouest (The Way West) d'Andrew V. McLaglen
- 1969 : L'Or de MacKenna (Mackenna's Gold) de J. Lee Thompson
- 1971 : Pas d'orchidées pour miss Blandish (The Grissom Gang) de Robert Aldrich
- 1972 : Lady Sings the Blues de Sidney J. Furie

## Distinctions

### Nominations
- Oscar de la meilleure création de costumes :
  - 1965 : catégorie noir et blanc, pour Chut... chut, chère Charlotte ;
  - 1973 : pour Lady Sings the Blues.

### Récompense
- Oscar de la meilleure création de costumes :
  - 1963 : catégorie noir et blanc, pour Qu'est-il arrivé à Baby Jane ?